# Valent Huzjak
Valent (Valentin) Huzjak (Donja Poljana, Varaždinske Toplice, 12. veljače 1929. - Varaždin, 2009. ), bio je visoki partijski funkcionar i republički sekretar (ministar) unutrašnjih poslova SR Hrvatske u razdoblju od 1971. do 1978.

## Biografija
Rođen je 12. veljače 1929. u naselju Donja Poljana, kraj Varaždinskih Toplica. Tijekom Drugoga svjetskog rata, okupacije Jugoslavije i razdoblje NDH, godine 1943. kod Ludbrega se priključio narodnooslobodilačkoj borbi, te nakon završetka Drugoga svjetskog rata, 1945. bio primljen u Komunističku partiju Jugoslavije (KPJ ). 
U narednom je razdovlju, u Zagrebu završio visoku upravnu školu. Tijekom razdoblja socijalističke Jugoslavije, obnašao je niz visokih partijskih dužnosti, pa je bio prvi organizacijski sekretar u KK KPH za Ludbreg i Varaždin, da bi kasnije bio imenovan za podsekretara, zatim i sekretara (ministra) u Republičkom sekretarijatu unutrašnjih poslova SR Hrvatske, koju dužnost je obnašao u razdoblju od 1971. do 1978.

### Sudjelovanje u slamanju Hrvatskog proljeća
U razdoblju nakon sloma pokreta hrvatskog proljeća, na dužnosti sekretara za unutrašnje poslove SR Hrvatske, sudjelovao je u slamanju pokreta, za kojeg je u jednom informiranju zastupnika Organizacijsko političkog vijeća Sabora SR Hrvatske, utvrdio kako je njegova Služba drzavne sigurnosti, bivša Udba, utvrdila postojanje kontrarevolucionarnog pokreta na području tadašnje socijalističke Hrvatske.